# قهرمان (ازبکستان)
قهرمان (به ازبکی: Qahramon) یک منطقهٔ مسکونی در ازبکستان است که در ولایت سیردریا واقع شده‌است. قهرمان ۹٬۰۰۰ نفر جمعیت دارد.